# Ядегар-э Эмам (стадион, Кум)
Стадио́н Ядега́р-э Эма́м (перс. ورزشگاه یادگار امام قم‎) — многоцелевой стадион, расположенный в иранском городе Кум. Открыт в 2008 году, вмещает в себя 10 610 зрителей. Является домашней ареной для футбольного клуба «Саба Кум».